# Libros del zorro rojo
Libros del zorro rojo es una editorial barcelonina especialitzada en l'edició de llibres il·lustrats.

## Història
L'editorial va ser fundada el 2004 per dos argentins establerts a Barcelona: l'editor Fernando Diego García i l'il·lustrador Sebastián García Schnetzer, també autor del logotip. Ben aviat van veure reconeguda la seva dedicació: el 2011, Libros del zorro rojo va ser guardonada pel Ministeri de Cultura amb el Premi Nacional a la Millor Tasca Editorial, i el 2015 va rebre a la Fira del Llibre de Bolonia el Premi a la Millor Editorial Europea de Literatura Infantil i Juvenil. Diversos autors i llibres del segell han merescut també distincions individuals.

## Catàleg
El catàleg de Libros del zorro rojo inclou llibres il·lustrats per a totes les edats. En les obres per a adults i joves es manifesten especialment les inclinacions estètiques de la casa, que sol treballar amb il·lustradors amb tendència cap a un grafisme gòtic, angoixant o grotesc; és el cas d'artistes com Edward Gorey, Ralph Steadman, Enrique Breccia, Santiago Caruso, Luis Scafati o Georg Barber «Atak», que han il·lustrat textos clàssics de gèneres com la novel·la d'aventures (Robert Louis Stevenson, Mark Twain, Jack London) i de terror (Edgar Allan Poe, H. P. Lovecraft), o la narrativa inquietant de George Orwell i Franz Kafka; però també autors de la literatura hispanoamericana contemporània, com ara Alejandra Pizarnik, Julio Cortázar, Juan Gelman y Ricardo Piglia.
Els llibres per a nens es distribueixen en diferents col·leccions: Álbumes ilustrados (la més nombrosa), Aprender y descubrir, Clásicos ilustrados, Libros de arte, Libros troquelados y Libros de Cordel. Cal destacar creadors multipremiats com l'alemany Einar Turkowski, autor d'àlbums com Estava fosc i sospitosament tranquil (2007), o l'estadounidenca Lizi Boyd, autora entre altres de Linterna mágica (2015). En general, el segell defuig les princeses, els animalets peluts, les coloraines i la resta de tòpics gràfics i argumentals de la literatura per a nens. La major part dels títols del catàleg infantil s'editen simultàniament en castellà i català.